# Monrad Wallgren
Monrad Charles Wallgren, född 17 april 1891 i Des Moines, Iowa, död 18 september 1961 i Olympia, Washington, var en amerikansk demokratisk politiker.
Svenskättlingen Wallgren föddes i Iowa, flyttade 1894 med sina föräldrar till Texas och 1901 till Everett, Washington.
Wallgren var ledamot av USA:s representanthus från delstaten Washington 1933-1940. I 1932 års kongressval besegrade han den sittande republikanska kongressledamoten Albert Johnson.
När senator Lewis B. Schwellenbach 1940 avgick, utnämndes Wallgren till USA:s senat för återstoden av Schwellenbachs mandatperiod. Wallgren vann en hel mandatperiod i senaten men bestämde sig 1944 för att kandidera till guvernör i stället. Han var ledamot av USA:s senat från december 1940 till januari 1945, då han tillträdde som guvernör i Washington. Han var guvernör 1945-1949.
Wallgren avled i skadorna han ådrog sig i en bilolycka.